# Linda Friday
Linda Friday (Salem, 14 de julio de 1971), también conocida como Friday, es una actriz pornográfica estadounidense. Empezó en el porno el año 2000, apareciendo en más de 221 films desde entonces.
Trabajó como bailarina y especialista en manicura en Oregón antes de pasar a la industria del cine para adultos.
En enero de 2000, se sometió a una operación quirúrgica para aumentar el pecho pasando de una talla 100 (34B) a una 120 (38DD).
Friday tiene un tatuaje de la letra 'F' en la zona púbica. Ha estado casada en tres ocasiones (1990-1995, 1996-1999, 2003-actualidad)

## Premios
- 2003 AVN Award: Mejor Escena de Sexo en Grupo en The Fashionistas (2002) (con Taylor St. Clair, Sharon Wild y Rocco Siffredi)[5]
- 2003 XRCO Award: Mejor Escena de Sexo en Grupo en The Fashionistas (2002) (con Taylor St. Clair, Sharon Wild y Rocco Siffredi)